# Cerebratulus profundifissus
Cerebratulus profundifissus är en djurart som tillhör fylumet slemmaskar, och som beskrevs av Staub 1900. Cerebratulus profundifissus ingår i släktet fläsknemertiner, och familjen Cerebratulidae. Inga underarter finns listade i Catalogue of Life.